# Regentenstraße 214 (Mönchengladbach)

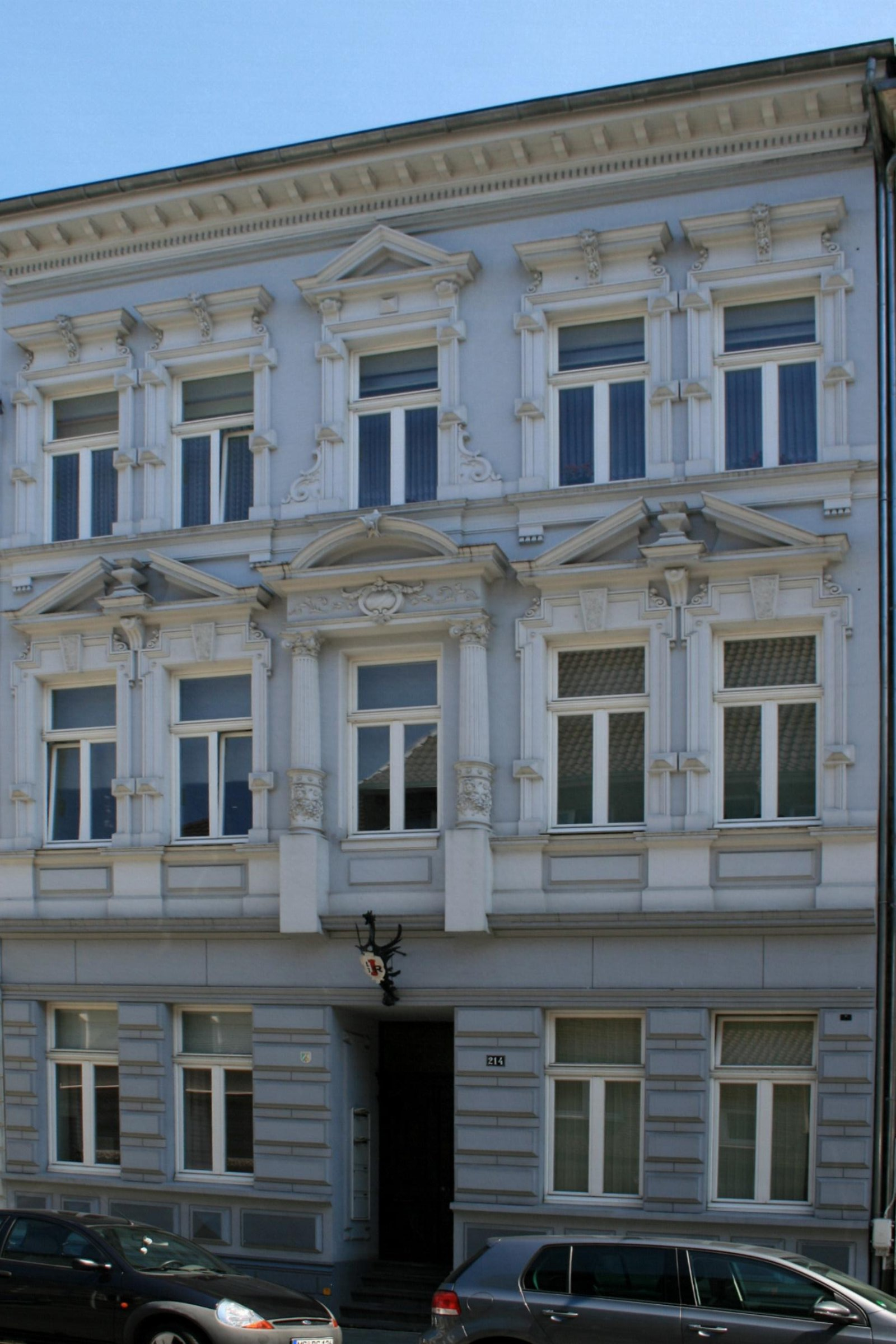
Wohnhaus (2010)

Das Wohnhaus Regentenstraße 214 steht im Stadtteil Eicken in Mönchengladbach (Nordrhein-Westfalen).
Das Gebäude wurde um 1900 erbaut. Es wurde unter Nr. R 075 am 17. Mai  1989 in die Denkmalliste der Stadt Mönchengladbach eingetragen.

## Lage
Das Objekt liegt an der Südseite der Regentenstraße im Umfeld ähnlicher Häuser der Jahrhundertwende. 

## Architektur
Es handelt sich um ein dreigeschossiges, traufenständiges, fünfachsiges Wohnhaus. Das Gebäude ist mit reicher Stuckfassade versehen, betont die mittlere Achse und ist ein Teil im fast unversehrten Ensembleverbund der Häuser 204–216.